# HDFC Bank
HDFC Bank (NYSE : HDB) est une banque indienne faisant partie de l'indice boursier BSE Sensex. Son siège social est situé à Bombay.

## Histoire
Elle a fusionné avec la Times Bank en 2000, ce qui était la première fusion entre deux banques privés en Inde.
En 2021, HDFC annonce l'acquisition des activités d'assurance vie d'Exide Industries, une entreprise du Bengladesh spécialisée dans les batteries, pour 915 millions de dollars.
En avril 2022, HDFC principal actionnaire de HDFC Bank annonce son acquisition pour 40 milliards de dollars.

## Activité
- Banque de détail (4787 agences en 2019)

- Banque d'entreprise.

- Banque de marché.

## Principaux actionnaires
Au 22 avril 2020.
| Housing Development Finance           | 21,2% |
| Capital Research & Management         | 4,18% |
| SBI Funds Management                  | 3,20% |
| Life Insurance Corp. of India         | 2,47% |
| Capital Research & Management         | 2,16% |
| ICICI Prudential Asset Management     | 1,28% |
| GIC Pte                               | 1,02% |
| Reliance Nippon Life Asset Management | 0,98% |
| HDFC Asset Management                 | 0,95% |
| UTI Asset Management                  | 0,92% |